# 1929-es magyar úszóbajnokság
Az 1929-es magyar úszóbajnokságot augusztusban rendezték meg. A Szolnokon rendezett férfi 800 méteres gyorsúszás kivételével a versenyszámokra Budapesten került sor.

## Eredmények

### Férfiak
| Versenyszám                                 | Arany                                                                          | Arany     | Ezüst                                                           | Ezüst     | Bronz                                         | Bronz     |
| ------------------------------------------- | ------------------------------------------------------------------------------ | --------- | --------------------------------------------------------------- | --------- | --------------------------------------------- | --------- |
| 100 m gyorsúszás Döntő: augusztus 4.        | Bárány István MOVE Eger SE                                                     | 59,6      | Mészöly Tibor BBTE                                              | 1:01,6    | Wanié Rezső Szegedi UE                        | 1:01,8    |
| 200 m gyorsúszás Döntő: augusztus 20.       | Bárány István MOVE Egere SE                                                    | 2:19,4    | Wanié András Szegedi UE                                         | 2:23,0    | Albert Vandeplancke Franciaország             | 2:36,8    |
| 400 m gyorsúszás Döntő: augusztus 3.        | Halassy Olivér Újpesti TE                                                      | 5:16,0    | Wanié András Szegedi UE                                         | 5:30,6    | Tarródy Géza MOVE Eger SE                     | 5:32,8    |
| 800 m gyorsúszás Döntő: augusztus 11.       | Halassy Olivér Újpesti TE                                                      | 11:15,6   | Bozsi Mihály Újpesti TE                                         | 12:03,2   | Mihályffy István Szegedi UE                   | 12:07,4   |
| 1500 m gyorsúszás Döntő: augusztus 4.       | Halassy Olivér Újpesti TE                                                      | 21:58,4   | Bozsi Mihály Újpesti TE                                         | 22:45,0   | Mihályffy István Szegedi UE                   | 23:02,6   |
| 100 m hátúszás Döntő: augusztus 4.          | Herendy Ferenc Szegedi UE                                                      | 1:17,2    | Ullrich János Újpesti TE                                        | 1:17,2    | Mártonffy Lajos MOVE Eger SE                  | 1:17,8    |
| 100 m mellúszás Döntő: augusztus 3.         | Hild László Újpesti TE                                                         | 1:22,8    | Heller Imre ETE                                                 | 1:23,2    | Gábory József BBTE                            | 1:23,2    |
| 200 m mellúszás Döntő: augusztus 4.         | Hild László Újpesti TE                                                         | 3:04,8    | Heller Imre ETE                                                 | 3:05,0    | Feuchtinger László Ferencvárosi TC            | 3:10,0    |
| Folyambajnokság Döntő: augusztus 26.        | Halassy Olivér Újpesti TE                                                      | 1:00:15,5 | Bozsi Mihály Újpesti TE                                         | 1:03:56,2 | Csillag Pál BSZKRT                            | 1:05:03,6 |
| Folyambajnokság csapat Döntő: augusztus 26. | Ferencvárosi TC Zentay László Farkas László Jónás Károly Hulmann László Szente | 25 pont   | Újpesti TE Halassy Olivér Bozsi Mihály Bricht Pál Szabó Tihanyi | 36 pont   | Magyar UE Petüs Németh Labory Lakó II Ruby    | 80 pont   |
| 4 × 200 m gyorsváltó Döntő: augusztus 4.    | MOVE Eger SE Bitskey Zoltán Baranyai Károly Szigritz Géza Bárány István        | 9:47,4    | Szegedi UE Herendi Ferenc Boros Viktor Wanié Rezső Wanié András | 9:53,4    | BSZKRT Bonk Reich II. Schaller Gáborffy Antal | 10:35,0   |
| 3 × 100 m vegyes váltó Döntő: augusztus 3.  | MOVE Eger SE Bitskey I. Mártonffy Lajos Bárány István                          | 3:42,6    | Szegedi UE Gál Herendi II. Wanié I.                             | 3:54,4    | BBTE Nicora Habekost Mészöly Tibor            | 3:53,6    |

### Nők
| Versenyszám                                 | Arany                                           | Arany     | Ezüst                                                    | Ezüst   | Bronz                                                     | Bronz   |
| ------------------------------------------- | ----------------------------------------------- | --------- | -------------------------------------------------------- | ------- | --------------------------------------------------------- | ------- |
| 100 m gyorsúszás Döntő: augusztus 4.        | Tóth Ilona Magyar UE                            | 1:18,4    | Stieber Sarolta Magyar AC                                | 1:19,0  | Sipos Margit Nemzeti SC                                   | 1:19,2  |
| 100 m hátúszás Döntő: augusztus 3.          | Szőke Katalin Nemzeti SC                        | 1:34,6    | Vermes Magda Ferencvárosi TC                             | 1:34,8  |                                                           |         |
| 100 m mellúszás Döntő: augusztus 3.         | Bárány Magda MOVE Eger SE                       | 1:37,2    | Somogyi Valéria Ferencvárosi TC                          | 1:39,2  | Breuer Erzsébet Magyar UE                                 | 1:39,6  |
| Folyambajnokság Döntő: augusztus 26.        | Stieber Sarolta Magyar AC                       | 1:12:08,8 | Koch Erzsébet Magyar UE                                  |         | Vass Dusi Nemzeti SC                                      |         |
| Folyambajnokság csapat Döntő: augusztus 26. | Nemzeti SC Vass Dusi Haraszti Boris Kende Márta | 14 pont   | Magyar AC Stieber Sarolta Raichle Lestyánszky Margit     | 25 pont | Magyar UE Koch Erzsébet Székely Katalin Szilágyi Marianne | 28 pont |
| 3 × 100 m vegyes váltó Döntő: augusztus 4.  | Magyar UE Breuer Erzsébet Kovácsi Tóth Ilona    | 4:41,4    | Ferencvárosi TC Somogyi Valéria Vermes Magda Schlesinger | 4:56,2  | Újpesti TE Veréb Ilona Komáromi Gombos Magda              | 5:15,8  |